# Карканьер
Карканье́р (фр. Carcanières) — коммуна во Франции, находится в регионе Юг — Пиренеи. Департамент коммуны — Арьеж. Входит в состав кантона Керигю. Округ коммуны — Фуа.
Код INSEE коммуны — 09078.

## Население
Население коммуны на 2008 год составляло 53 человека.
| 1962 | 1968 | 1975 | 1982 | 1990 | 1999 | 2008 |
| ---- | ---- | ---- | ---- | ---- | ---- | ---- |
| 46   | 60   | 45   | 41   | 48   | 46   | 53   |

## Экономика
В 2007 году среди 39 человек в трудоспособном возрасте (15—64 лет) 21 были экономически активными, 18 — неактивными (показатель активности — 53,8 %, в 1999 году было 84,0 %). Из 21 активных работали 19 человек (12 мужчин и 7 женщин), безработными были 2 женщины. Среди 18 неактивных 14 человек были пенсионерами, 4 были неактивными по другим причинам.